# 西セム諸語
西セム諸語（にしセムしょご、West Semitic）は、セム語派の下位群のひとつ。セム語派は東セム諸語（主にアッカド語）とそれ以外の西セム諸語に大別される。

## 概要
セム語派を東西の2つの諸語に分けることは伝統的に行われており、言語学的にも支持される。
1970年代に発見されたエブラ語については、西セム諸語に属するとする説、東セム諸語に属するとする説、どちらとも異なる第3のグループに属するとする説がある。ヒューナーガードによると、西セム諸語独自の形態がエブラ語には見られず、一方でアッカド語独自の改新の一部がエブラ語と共通する。
東セム語と西セム語を分ける大きな違いは完了形の形態である。東セム語では C1C2VC3 を語幹とし、それに未完了形と同様の人称接頭辞が加わるが、西セム語では未完了形とまったく異なる人称接尾辞が加わる。
音韻的には、西セム諸語の大部分の言語において母音の前の *s が h に変化した。たとえば三人称代名詞は *huʔa となる（アッカド語（古バビロニア語）では šū）。ただし名詞・動詞の語根子音では通常 s のまま残っている。

## 下位分類
伝統的な分類では、西セム諸語は北西セム語と南セム語に大別され、前者にカナン諸語、アラム語、ウガリット語などが、後者にアラビア語やエチオピアの言語が含められていた。しかしこの分け方は地理的・文化的な根拠にもとづいており、言語学的な根拠はほとんど存在しない。
1970年代以降に新たな分類が現れた。この分類ではアラビア語を北西セム語とあわせて中央セム語とする。中央セム語と、（アラビア語を除いた）南セム語との間は、とくに未完了形の語幹の形によって区別される。